# Agnes Denes
Agnes Denes (ur. 1931 lub 1938 w Budapeszcie) – amerykańska artystka konceptualna węgierskiego pochodzenia, jedna z najważniejszych postaci nurtu sztuki ziemi, pionierka sztuki ekologicznej. Autorka monumentalnego projektu artystycznego Pola pszenicy stworzonego w Nowym Jorku.

## Życiorys

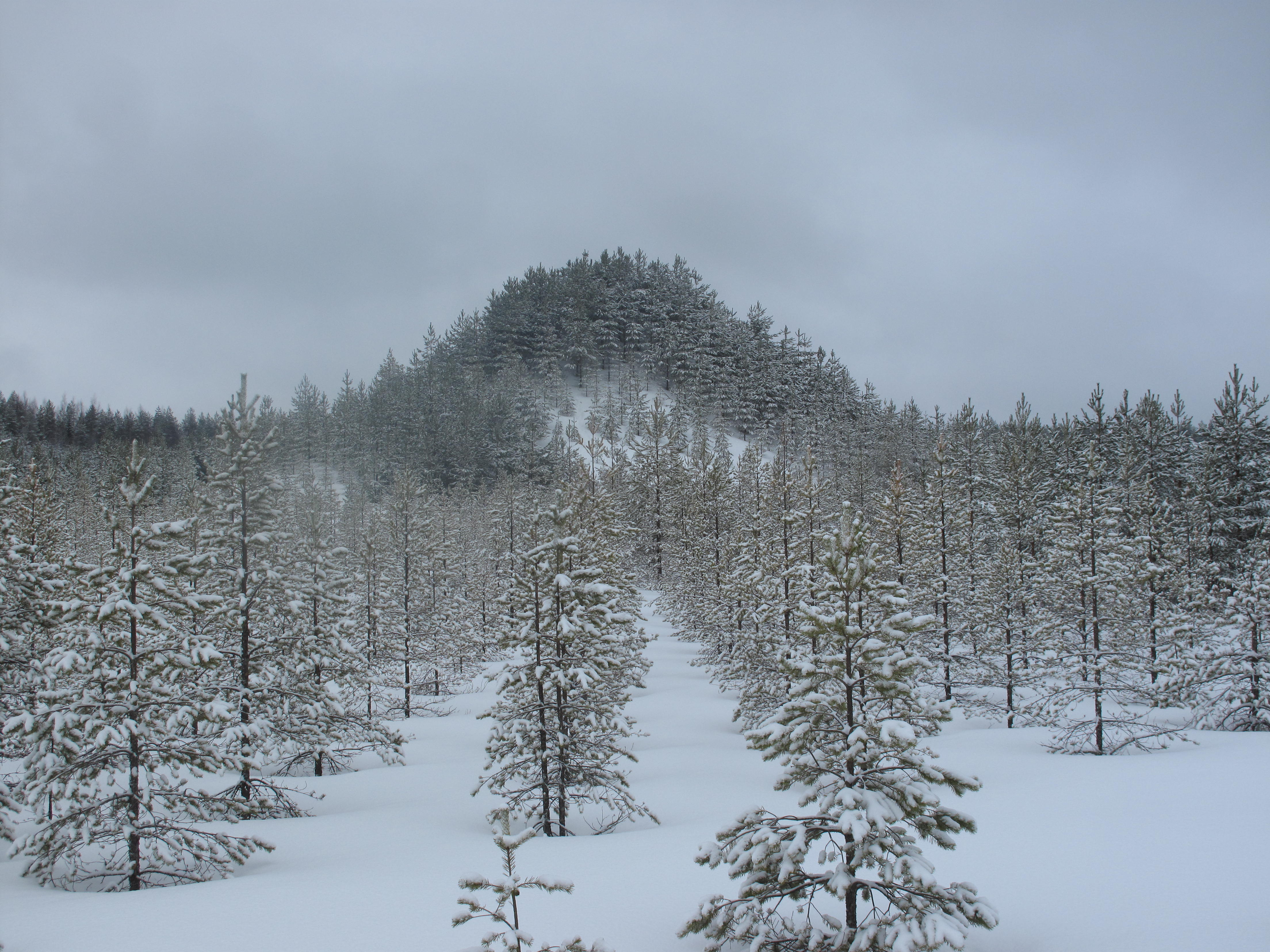
Agnes Denes, Góra drzew – żyjąca kapsuła czasu – 11 000 ludzi, 11 000 drzew, 400 lat, 1992–1996, Ylöjärvi, Finlandia

Agnes Denes urodziła się w Budapeszcie w 1931 lub 1938 roku. Jej rodzina przeniosła się do Sztokholmu, po czym w 1954 roku Denes wyjechała do Nowego Jorku, gdzie studiowała nie tylko sztukę, ale także filozofię i nauki ścisłe. Uczęszczała na zajęcia na City University of New York, The New School for Social Research i na Uniwersytet Columbia. 
Z początku tworzyła w różnych stylistykach, ale w 1968 roku porzuciła malarstwo na rzecz działań przestrzennych, w których zaczęła łączyć matematykę z filozofią. Jej pierwszym takim projektem był trzyetapowy Ryż/Drzewo/Pochówek (ang. Rice/Tree/Burial), w Hrabstwie Sullivan. Pierwszym jego etapem było przygotowanie działki pod pole i zasadzenie na nim ryżu, drugim związanie drzew tak, by rosły w stronę siebie, a trzecim zakopanie kapsuły czasu z jedynym egzemplarzem poezji Denes.
W 1982 roku Denes stworzyła swoje najbardziej znane dzieło: Pola pszenicy – konfrontacja: wysypisko Battery Park, Dolny Manhattan. W ramach projektu artystka wraz z grupką wolontariuszy oczyściła teren wysypiska miejskiego w Battery Park o powierzchni dwóch akrów, który sąsiadował z Wall Street oraz World Trade Center i znajdywał się naprzeciw Statui Wolności. Na tak powstałym polu zasiała pszenicę, którą nawoziła i nawadniała. Po czterech miesiącach nastąpiły żniwa, z których otrzymano niecałe 500 kg pszenicy, wysłanej później do 28 miejsc na świecie w ramach wystawy The International Art Show for the End of World Hunger (1987–1990). Cała praca na polu została wykonana ręcznie, bez użycia ciężkiego sprzętu. Projekt udokumentowano serią zdjęć, wśród których znajduje się fotografia Denes stojącej pośród kłosów, z wieżowcami Wall Street w tle. Kontrast pola pszenicy ze światowym centrum bankowości na Wall Street miał zwrócić uwagę na różne interpretacje pojęcia dobrobytu, jak i na postępującą globalizację gospodarki, która według artystki zwiększa nierówności i niedostatek pożywienia. Pola pszenicy były rzadkim przypadkiem projektu z nurtu sztuki ziemi, który nie znajdował się z dala od zamieszkiwanych terenów, jak miało to miejsce w projektach powstałych przy Wielkim Jeziorze Słonym czy na Pustyni Pstrej.

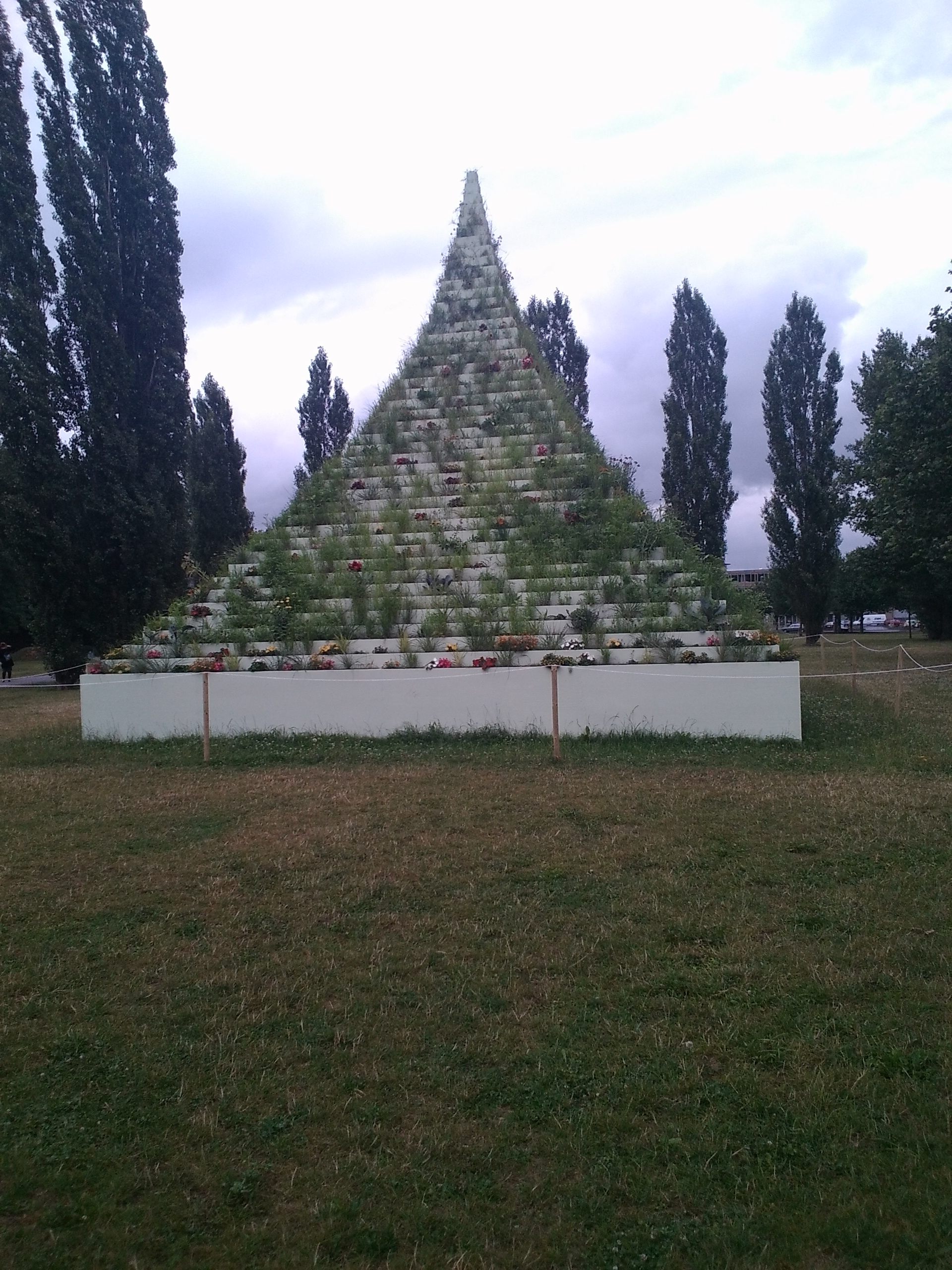
Agnes Denes, Żyjąca piramida, documenta 14. Kassel, Niemcy

Proces twórczy Denes celowo angażuje więcej uczestników. W przypadku działania Góra drzew – żyjąca kapsuła czasu – 11 000 ludzi, 11 000 drzew, 400 lat 11 000 ludzi posadziło 11 000 sosen w Ylöjärvi na terenie dawnej kopalni. Drzewa umiejscowiono na linii spiralnej, według matematycznego wzoru opartego na złotym podziale zaobserwowanym w strukturze słoneczników i ananasów. Ponieważ czas trwania tej rzeźby społecznej przewidziano na co najmniej 400 lat, osoby sadzące drzewa zostały opiekunami drzew i lokalnego środowiska, a swoje role mogą przekazać również następnym pokoleniom; dzięki temu projekt może być kontynuowany bez Denes.
Prace Denes oparte są na szerokiej, interdyscyplinarnej wiedzy dotyczącej procesów ekologicznych i społecznych. Poza działaniami w przestrzeni publicznej, które często służą rozwijaniu świadomości ekologicznej, Denes tworzy także szkice, mapy i prototypy dla miast i budowli.

## Wybrane wystawy

### Wystawy zbiorowe
- 1971: Oversize Prints, Whitney Museum of American Art, Nowy Jork
- 1976: Thirty Years of American Printmaking and the 20th National Print Exhibition, Brooklyn Museum, Nowy Jork
- 1977: documenta 6, Kassel
- 1978: Artists Books, Franklin Furnace, Nowy Jork, później m.in. w Auckland City Gallery, Auckland, National Gallery, Wellington i Museum of Contemporary Arts, Brisbane
- 1980: Cartes et Figures de la Terre, Musée National d'Art Moderne, Centre Georges Pompidou, Paryż
- 1987: The International Art Show for the End of World Hunger, Minnesota Museum of Art, Saint Paul, później m.in. w Göteborgs konstmuseum, Göteborg, Círculo de Bellas Artes, Madryt, Museu de Arte de São Paulo, São Paulo
- 2000: Making Choices, Museum of Modern Art, Nowy Jork
- 2005: Poles Apart/Poles Together, Biennale w Wenecji
- 2009: Elle, Musée National d'Art Moderne, Centre Georges Pompidou, Paryż
- 2009: Radical Nature-Art & Architecture for a Changing Planet 1969-2009, Barbican Art Gallery, Londyn
- 2011: Contemporary Drawings from the Irving Stenn Jr. Collection, Art Institute of Chicago, Chicago
- 2014: Painting & Sculpture, Museum of Modern Art, Nowy Jork[8]
- 2019: Zjednoczona Pangea, Muzeum Sztuki w Łodzi, Łódź[5]

### Wystawy indywidualne
- 1980: Agnes Denes 1968–1980, Hayden Gallery, Massachusetts Institute of Technology, Cambridge
- 2008: Agnes Denes: Art for the Third Millennium-Creating a New World View, Ludwig Múzeum, Budapeszt
- 2012: Agnes Denes: Body Prints, Philosophical Drawings, and Map Projections 1969–1978, Santa Monica Museum of Art, Santa Monica
- 2013: Agnes Denes: Sculptures of the Mind and the Body, Firstite, Essex[8]
- 2019: Agnes Denes: Absolutes and Intermediates, The Shed, Nowy Jork[9]